# Leo Junek
Leo (Leopold) Junek (Zagreb, 25. rujna 1899. – Orsay, 13. srpnja 1993.),hrvatsko - francuski slikar koji je većinu svog života proveo u Francuskoj gdje je poznat kao Lorris Junec.

## Životopis

#### Život u Hrvatskoj
Leo Junek je dijete iz braka Marije Junek (Oražem) i Teodora Juneka, koga je podignula siromašna baka, koja je imala svoj skromni stan u ulici Pod Zidom, ispod zagrebačkog Kaptola. Postoji i priča da je Leo Junek vanbračno dijete svećenika Huga Mihalovića ( iz bogate veleposjedničke obitelji Mihalović), i inspiracija za Krležin lik Filipa Latinovicza
Isprva je pohađao kaptolsku pučku školu, a od 1909. do 1914. ide u Kaptolsko sjemenište kao svjetovni polaznik. Školovanje je prekinuo na dvije godine do 1916. zbog preseljenja na tada daleki Bukovac (danas dio grada Zagreba) koji onda nije imao tretman zagrebačkog naselja. 1916. se ponovo upisuje u Kaptolsko sjemenište, ali ovaj put kao klerik, no maturu 1918. polaže na Gornjogradskoj gimnaziji.
Potom upisuje Pravni fakultet zagrebačkog Sveučilišta, koji napušta nakon prve godine studija.
Ujesen 1919. Junek se upisao na tadašnju Privremenu višu školu za umjetnost i umjetni obrt ( današnju zagrebačku Likovnu Akademiju), na studij slikarstva. Prvi mu je učitelj Ferdo Kovačević, drugi - Maksimilijan Vanka. Od školske godine 1921./1922. nalazi se u klasi Ljube Babića (to se zvalo specijalka) i ostao je u njoj do kraja studija. Uz njega u klasi su bili; Đuro Tiljak, Oton Postružnik, Vinko Grdan i Ivan Tabaković njegovi budući sudruzi iz grupe Zemlja. 
Netom prije završetka studija 1924., posjećuje Pariz, u koji se trajno zaljubio i gdje se potpuno upoznao sa svojim velikim slikarskim uzorom Cézannom. Kolika je bila opsjednutost Juneka Parizom, najbolje govore njegove vlastite riječi; Kad sam to vidio, vratio sam se u Zagreb, završio studij kod Babića, uzeo diplomu, izložio kod Ulricha, dobio stipendiju za Pariz... i još sam uvijek u Parizu.

#### Život u Francuskoj
Po završetku studija, i kraćeg boravka na Plešivici ( gdje slika pejzaže) 1925. Junek odlazi u Pariz i tamo se trajno naseljava. Njegov život u Francuskoj je gotovo religiozna posvećenost slikarstvu.
Na početku 1949. promijenio je ime u  Lorris Junec. Francusko državljanstvo dobio je tek 1974.
1951., Junek se seli iz bučnog Pariza u obližnji Orsay ( dvadesetak kilometara jugo-zapadno od Pariza), gdje u miru i tišini slika do svoje smrti.
- Slikarstvo Lea Juneka kretalo se od impresionizma( u mladosti) do gotovo nadrealizma u poznijim godinama. Kao slikar ostat će trajno zapamćen po svojim pejsažima i gradskim motivima, naslikanima s oštro suprotstavljenim bojama, odnosno mrljama boje unutar linearno određenih obrisa. Njegovo slikarstvo je potpuno različito od svega u Hrvatskoj i nema uzora, i to Juneka definitivno izdvaja od ostale likovne produkcije.

## Važnije samostalne izložbe
- 1935. Izložba Leona Juneka(Paris), Moderna galerija, Zagreb
- 1968. Leo Junek, Moderna galerija, Zagreb
- 1969. Lorris Junec ou la Grâce de peindre, Galerie Pierre Domec, Paris
- 1972. Lorris Junec, Centre culturel du Marais, Paris
- 2007. Leo Junek = Lorris Junec : 1899. – 1993., Galerija Klovićevi dvori, Zagreb

## Vanjske poveznice
- O Leo Juneku na portalu Jacquesa Parisa
- Junekovo djelo u Musée Muséum Départemental, Gap  Arhivirana inačica izvorne stranice od 7. prosinca 2008. (Wayback Machine)